# Nang yai

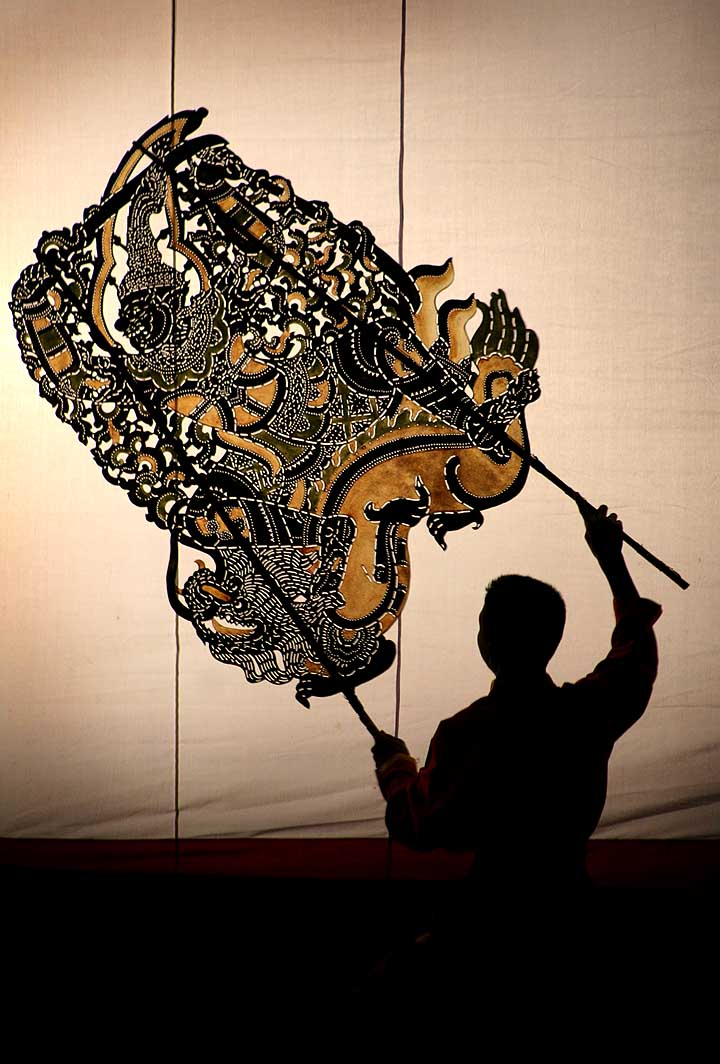
Un ejecutante de nang y su figura marioneta.

Nang yai (en tailandés: หนังใหญ่) es un tipo de obra de sombras propia de Tailandia. Las marionetas son figuras de piel de búfalo pintadas, wy la historia es narrada mediante canciones, cánticos y música.
Nang significa "cuero" ("marioneta de cuero" en este caso), y en el uso común se refiere a una obra de dramática puesta en escena mediante marionetas con uso de sus sombras. El Nang yai, que significa específicamente "gran marioneta de sombras", utiliza marionetas del tamaño de personas, mientras que en el nang talung (una tradición de teatro de marionetas de sombras cuyo nombre hace referencia a la ciudad sureña de Pattalung, donde esta tradición ha sido popular desde hace muchos años) se utilizan marionetas más pequeñas. Ambos tipos son populares en el sur de Tailandia. Según James Brandon, la mayoría de los estudiosos consideran que nang yai llegó a Tailandia pasando por Java y la península malaya desde India.

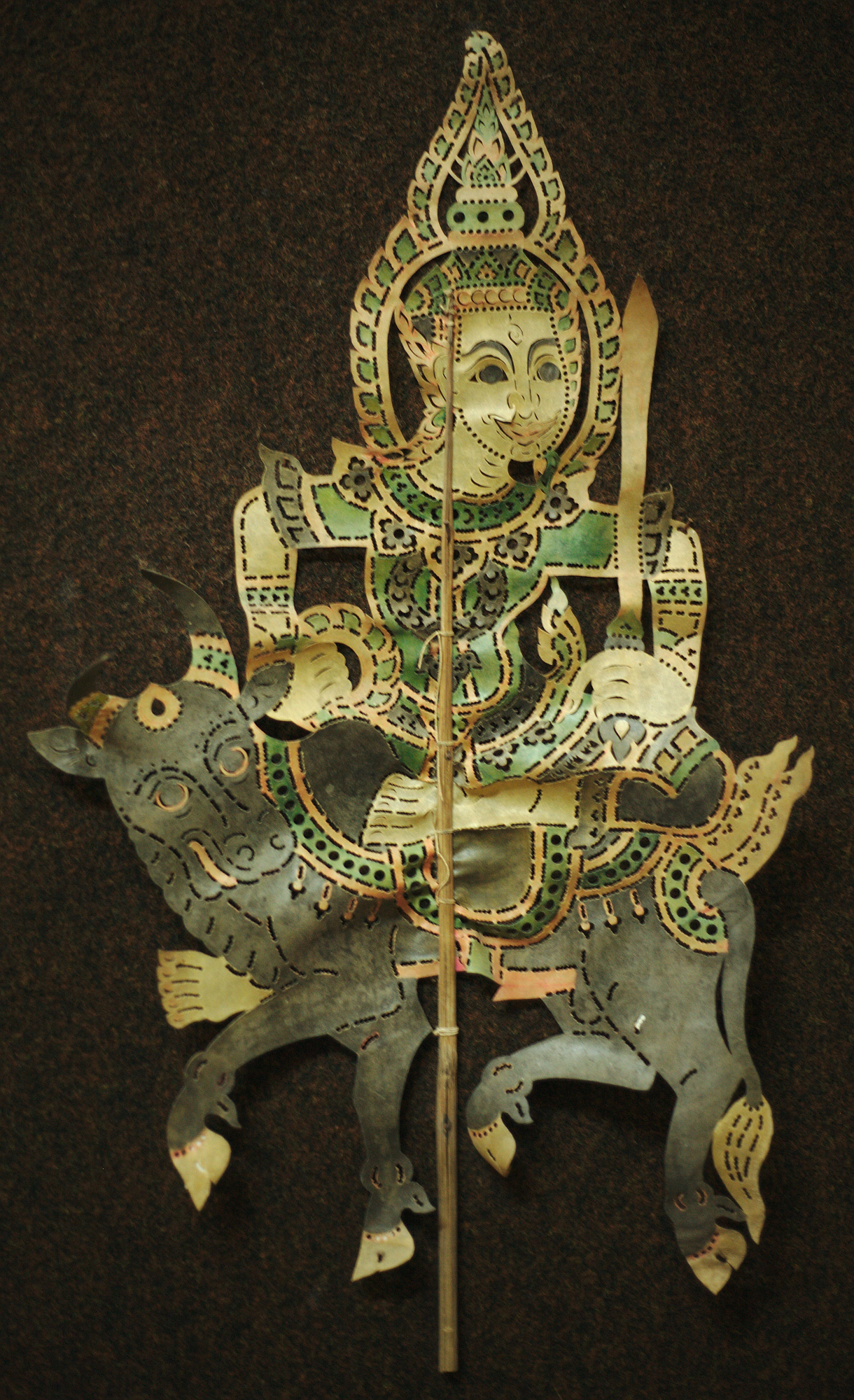
Marioneta de sombras de Tailandia.

En el Nang yai y nang talung se representan episodios de la epopeya india Ramayana (denominada la Ramakien en Tailandia). La tradición de esta forma de arte se originó a comienzos del siglo XV. Las puestas en escena Nang yai era una forma popular de entretenimiento durante el período Ayudhaya y son mencionadas en un poema denominado "Bunnovat Khamchan", escrito por el monje budista Mahanag hacia 1751 - 1758, a finales del reinado del rey Boromakot. Los registros tailandeses más antiguos de nang yai se remontan a  1458, según Brandon.
Tradicionalmente las representaciones se realizan en espacio abiertos tales como un parque o una plaza en una villa. En el escenario se cuelga un trozo de tela blanca de unos 16 m de largo y 6 m de alto, con su borde decorado. Detrás de esta pantalla, se enciende una fogata para proyectar la sombra de las marionetas (aunque en la actualidad también se utilizan lámparas eléctricas). Durante la representación, un conjunto musical tailandés (por lo general un piphat) toca música apropiada para cada escena, sincronizada con la acción de las marionetas. Fuera del escenario un grupo de recitadores cuentan la historia. Las figuras marionetas están confeccionadas con cuero de vaca o búfalo con perforaciones, cada una pesa de 3 a 4 kg. La marioneta más grande representa un sitio y suele pesar unos 5 a 7 kg.